# 을숙도초등학교
을숙도초등학교는 대한민국 부산광역시 사하구에 있는 공립 초등학교이다.
현재 24학년도 기준 을숙도초등학교 6학년이 진학하는 중학교는 건국남자중학교(건국중학교),하단중학교,당리중학교,사하중학교가 있다.건국중을 제외한 중학교는 모두 남녀공학이다
을숙도초등학교의 근처에 위치하는 자연경관은 초등학교 이름자체인 ‘을숙도’와 ‘승학산’이 있다

## 학교 연혁
| 2024.03.04 | 제10대 박진규 교장                       |
| 2023.03.01 | 제9대 남경희 교장                        |
| 2021.03.01 | 제 8대 손정희 교장                       |
| 2017.03.01 | 제7대 이정구 교장                        |
| 2016.03.01 | 방과후학교 시범학교 선정                 |
| 2016.03.01 | 2016학년도 부산다행복예비학교 선정       |
| 2015.09.01 | 제 6대 심태호 교장                       |
| 2015.03.01 | 40학급 편성(특수학급 포함)               |
| 2014.12.31 | 부산광역시교육청 학교경영 우수학교 표창  |
| 2014.10.15 | 학교 현판 및 학교 안내판 교체            |
| 2014.03.12 | 노래하는 학교 발표회                     |
| 2014.03.01 | 제5대 최경식 교장                        |
| 2012.03.01 | 제4대 이희애 교장                        |
| 2011.10.07 | 호국보훈 연구학교 성과발표회             |
| 2010.03.02 | 호국보훈 연구학교 지정(2년)              |
| 2009.03.01 | 제3대 김삼수 교장                        |
| 2007.12.31 | 학교홈페이지활용 우수학교 표창           |
| 2007.03.01 | 제2대 하대봉 교장                        |
| 2006.12.12 | 낙동강 사랑 을숙도의 밤 캠프             |
| 2005.10.14 | 계발활동 및 특기적성 연구학교 성과발표회 |
| 2005.03.15 | 도서관·장미생활관 준공                   |
| 2005.02.18 | 제1회 졸업(남62명 여74명 계136명)        |
| 2005.02.14 | 학교 연결 육교 준공                      |
| 2004.10.30 | 제1회 어울림 한마당                      |
| 2004.09.01 | 학급증설(31학급)                         |
| 2004.03.05 | 제1회 입학식(4학급 90명)                 |
| 2004.03.01 | 초대 최광인 교장                         |
| 2004.03.01 | 을숙도초등학교 개교(총21학급)            |

## 참고 자료
- 을숙도초등학교 - 한국교육학술정보원 학교알리미

## 배정단지
- 가락타운1단지,하단sk뷰아파트,남영아파트 등등